# 松本幸大 (プロ雀士)
松本 幸大（まつもと ゆきひろ、1987年12月18日 - ）は、競技麻雀のプロ雀士。北海道釧路市出身。
日本プロ麻雀連盟所属。団体内の段位は三段。

## 獲得タイトル
- 新人王戦（第34期）[1]